# Wies Andersen
Wies Andersen (geboortenaam Aloïs De Bois, Sint-Mariaburg, 6 februari 1936 – 21 oktober 2023) was een Vlaams acteur, tv-presentator en televisieregisseur.

## Biografie
Andersen was in Vlaanderen vooral bekend voor zijn rol als Maigrets assistent in de Nederlandstalige televisieserie rond commissaris Maigret en als quizmaster-presentator van de Wies Andersen Show, eind jaren 70. Begin jaren 90 hernam hij dit programma op de commerciële zender VTM. In 1972 regisseerde hij ook de speelfilm Jonny & Jessy (met onder anderen Rocco Granata) en nog een aantal documentaires.
Eind jaren 90 presenteerde hij het programma Wies Anders, waarin hij Vlamingen bezocht die in het buitenland wonen. Hij legde een vijftigtal bezoeken af in 12 landen. Aan het einde van het programma liet hij een vlieger op.
Andersen was ook afgevaardigd beheerder van Andersen Films BVBA.

## Privé
Andersen was 20 jaar getrouwd met de actrice Dora van der Groen. Andersen overleed op 20 oktober 2023 en schonk zijn lichaam aan de wetenschap.
- MusicBrainz: 36ec606f-0cba-45a5-9559-09646a6791d2